# Polype colorectal
 Mise en garde médicale
Le polype colorectal ou polype colique est un polype du côlon et du rectum. Il s'agit d'un terme de description macroscopique qui renvoie à plusieurs types de tumeurs très différentes dans leur physiopathologie et leur pronostic médical.

## Types macroscopiques
- Polype sessile
- Polype pédiculé

## Types microscopiques
- Polype adénomateux (Adénome colorectal)
  - Adénome tubuleux
  - Adénome tubulo-villeux
  - Adénome villeux
- Polypes festonnés (ou Polypes crénelés ou Polypes dentelés)
  -     - Polype hyperplasique
    - Polype festonné traditionnel
    - Adénome festonné sessile
- Autres polypes
  - Polypes hamartomateux
    - Polype juvénile
    - Polype de Peutz-Jeghers

  - Polype inflammatoire